# Ruby Reef
Ruby Reef är ett rev på Stora Barriärrevet i Australien.   Det ligger cirka 65 km sydost om Cooktown i delstaten Queensland.